# Ribalta nera
Ribalta nera (Black Limelight) è un film del 1938 diretto da Paul L. Stein.
Sceneggiata da Dudley Leslie da un soggetto teatrale di Gordon Sherry, la pellicola venne accolta favorevolmente dalla critica cinematografica britannica che ebbe come unica lamentela il fatto che i due protagonisti, Joan Marion e Raymond Massey,  non avessero cercato di adattare i personaggi teatrali alle esigenze specifiche del grande schermo.

## Trama
Il film narra la storia dell'omicidio di una donna e del principale sospettato, Peter Charrington, un uomo sposato, fuggito per paura dalla scena del delitto.
La moglie di Charrington, Mary, innamorata comunque del marito, crede alla sua innocenza e cerca di scagionarlo. Nel frattempo il vero colpevole dell'omicidio, Lawrence Crawford, segue con interesse lo sviluppo delle indagini e si mette alla ricerca di Peter, incappando in sua moglie, che scopre la verità e riesce a tendergli una trappola grazie alla quale riuscirà a farlo arrestare e a far cadere le accuse contro suo marito.

## Produzione
Il film fu prodotto dall'Associated British Picture Corporation (ABPC).

## Distribuzione
Distribuito dall'Associated British Picture Corporation (ABPC), il film uscì nelle sale cinematografiche britanniche il 9 gennaio 1939.